# Paul Libois
Paul Joseph Marie Léopold Libois (Diest, 6 april 1901 - Schaarbeek, 17 december 1990) was een Belgisch senator.

## Levensloop
Paul Libois studeerde natuurkunde en wiskunde aan de ULB en werd er assistent en vervolgens gewoon hoogleraar in de natuurkunde en wiskunde.
Hij was niet zonder belang in de studies in wiskunde. Zijn ideeën lagen aan de oorsprong van belangrijke theorieën en resultaten. Zo bijvoorbeeld de groepentheorie van zijn leerling Jacques Tits (Abelprijs 2008). Hij werkte ook hard op problemen verband houdende met het onderricht van wiskunde.
Hij was een van de promotoren van het Centre d'histoire des sciences et des techniques de l'ULB (ALTAÏR).

## Communist
Vanaf de jaren twintig actief studies ondernam over het marxisme. In 1929 reisde hij naar de Sovjet-Unie, werd lid van de Vrienden van de Sovjet-Unie en van de KPB. Hij was hiermee een van de eerste intellectuelen die bij de partij aansloot. Hij was ook vrijmetselaar en met de toelating van de partij mocht hij lid blijven van de loge. 
Gedurende stakingen in Henegouwen in 1932 was hij verantwoordelijk voor de uitgave van het partijblad, nadat de meerderheid van de partijleiders opgepakt waren, wat hem huiszoekingen bezorgde en beschuldigingen van medewerking aan een communistisch complot. Hij werd opgenomen in de partijleiding en gaf er leiding aan een jonge generatie intellectuelen die aansloten bij de partij.
Tijdens de Tweede Wereldoorlog, nadat de universiteit door de bezetter was gesloten, werkte hij mee aan het clandestien geven van cursussen en werd een van de leiders van het Onafhankelijkheidsfront in Brussel. In 1942 werd hij opgenomen in het Centraal Comité van de KPB. 
Na de oorlog was hij vooral begaan met onderwijs en cultuur. Hij werd in 1946 voor het eerst verkozen tot provinciaal senator voor Brabant, tot hij in 1949 rechtstreeks werd verkozen voor het arrondissement Nijvel, en vervulde dit mandaat tot aan de verkiezingen van 4 juni 1950. Hij was er voorzitter van de Commissie onderwijs.
Binnen de partij was hij een raadgever van partijvoorzitter Edgard Lalmand en zelf een autoritair leider. Hij had de leiding van de communistische cel binnen de ULB toen de affaire Lysenko losbrak. Hij oefende druk uit op de eminente bioloog en hoogleraar Jean Brachet, die communist was, om publiek het neodarwinisme af te zweren en de onwetenschappelijke theorieën van Lysenko te verdedigen. Omdat Brachet dat niet overtuigend genoeg deed, zou hij uit de partij worden gesloten maar nam zelf spontaan ontslag.
In 1954 was het de beurt aan Libois om uit de partij te worden gestoten, wegens "fractionisme". Hij speelde geen verdere politieke rol meer.
Hij werd herdacht tijdens een studiedag gehouden aan de ULB op 10 oktober 2009 onder de titel Une journée sur Paul Libois. 